# Laskarina Bouboulina
Laskarina Bouboulina (grekiska: Λασκαρίνα Μπουμπουλίνα,) född 11 maj 1771, död 22 maj 1825, var en grekisk nationalhjälte, berömd för sin roll som flottkommendant under det grekiska frihetskriget.

## Biografi
Bouboulina föddes i ett fängelse i Konstantinopel när hennes mamma Paraskevo besökte sin döende man, sjökaptenen Stavrianos Pinotsis. Pinotsis hade deltagit i den Orlovska revolten 1769-70 mot makthavarna i det Osmanska riket. Efter makens död återvände Paraskevo med sin nyfödda dotter till deras hem på ön Hydra. År 1775 gifte Paraskevo om sig med Dimitrios Lazarou-Orlof, en kapten på ön Spetses.
Redan som barn var Bouboulina fascinerad av havet och fartyg. Hon kunde leka på stranden i timmar och hon älskade att lyssna på sjömännens berättelser. De talade också om att befria landet från de muslimska ottomanerna, som plågat nationen i närmare fyra hundra år.
Hon gifte sig två gånger, vid sjutton års ålder med Dimitrios Yiannouzas, en sjökapten som dog i strid mot pirater som härjade på Egeiska havet. År 1801 gifte hon sig en andra gång med Dimitrios Bouboulis, även han sjökapten som också dog i strid till sjöss.

### Rebellflottan

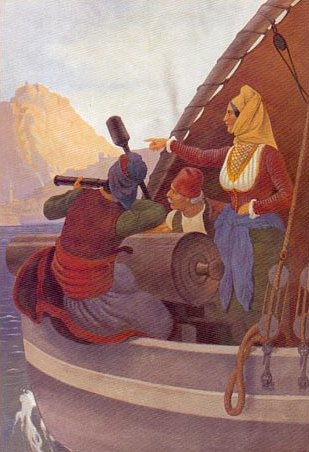
Ombord på Agamemnon.
Målning av Peter von Hess.

Bouboulis efterlämnade en stor förmögenhet som myndigheterna försökte konfiskera 1816. Bouboulina sökte hjälp hos den ryska ambassadören, greve Pavel Stroganoff i Konstantinopel. Förmögenheten kunde räddas och hon använde sin förmögenhet för att bygga upp en flotta av krigsfartyg med flaggskeppet Agamemnon, det största krigsfartyget i rebellflottan. Hon anslöt sig till den underjordiska rörelsen Filiki Etairia (Friendly Society), som grundats av grekiska handelsmän från runt om i medelhavet och svarta havet. Vid denna tid började rörelsen stödja uppror mot det Osmanska riket.

### Frihetskriget
År 1821 startade den grekiska revolutionen. Uppror mot det Osmanska riket utbröt på flera fronter:
- I Moldavien samlar general Alexander Ypsilantis en gerilla-armé och angriper turkarna i Rumänien. Sultanens styrkor skickas till Balkan för att slå ner upprorsmakarna.
- Den 13 mars hissar Laskarina Bouboulina den första revolutionära flaggan på Spetses.
- Den 25 mars hissar biskopen av Patras, Germanos revolutionsflaggan på klostret Agia Lavra.[5]
- Den 3 april revolterar öarna Spetses, Hydra och Psara. Tillsammans förfogar de över 300 fartyg. Agamemnon under befäl av Bouboulina deltar i belägringen av turkarnas fort på Nafplion. Hon blev vän med general Theodoros Kolokotronis och tillsammans planerade de strategin för upproret på Peloponnesos.

## Eftermäle
Den ryske tsaren Alexander utnämnde Bouboulinas till hedersamiral i ryska flottan.
På ön Spetses inrättades Bouboulina Museum i ett trehundra år gammalt hus som tillhört hennes andra man Bouboulis. I hamnen står hennes staty.
I Aten, Pireus och på Cypern finns gator uppkallade efter Laskarina Bouboulina.